# Veniliornis spilogaster
A Veniliornis spilogaster a madarak (Aves) osztályának harkályalakúak (Piciformes) rendjébe, ezen belül a harkályfélék (Picidae) családjába tartozó faj.

## Rendszerezés
Sorolták a Picus nembe Picus spilogaster néven is.

## Előfordulása
Argentína, Brazília, Paraguay és Uruguay területén honos. A természetes élőhelye szubtrópusi és trópusi síkvidéki és hegyi esőerdők, valamint száraz erdők és szavannák.

## Megjelenése
Átlagos testtömege 40 gramm.